# Benjamin Barth

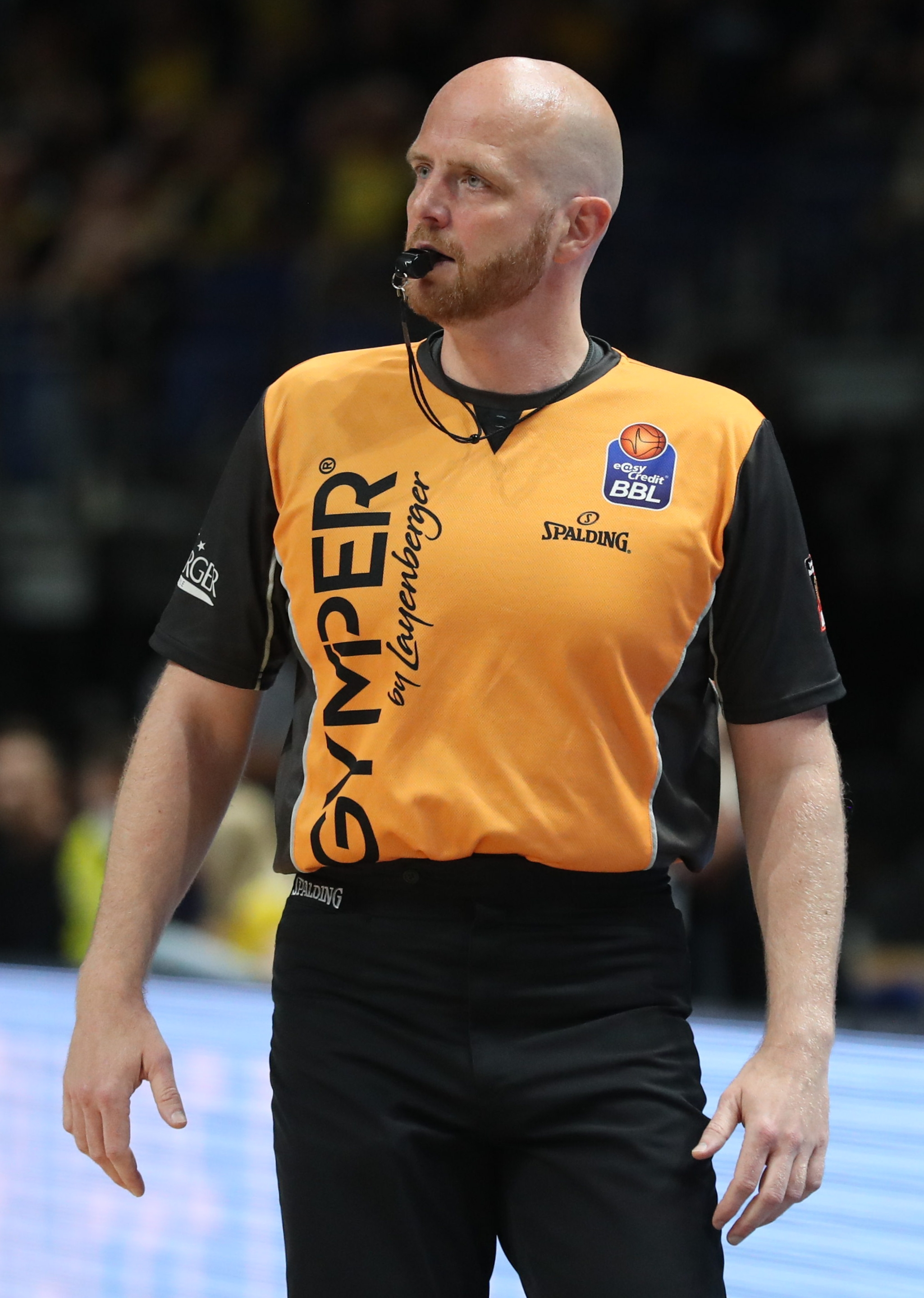
Benjamin Barth (2022)

Benjamin Barth (* 22. Juni 1978) ist ein deutscher Basketballschiedsrichter.

## Leben
Barth gelang 2003 als Schiedsrichter der Sprung in den A-Kader des Deutschen Basketball Bundes, zu den Einsätzen in der Basketball-Bundesliga kamen ab 2005 internationale Spiele im Rahmen der FIBA-Wettbewerbe. Er leitete unter anderem Partien bei Junioren-Europameisterschaften sowie im Europapokal. 2011 trat er als FIBA-Schiedsrichter zurück und war vorerst nur noch Schiedsrichter in der Basketball-Bundesliga. 2020 wurde er wieder in den von der EuroLeague veranstalteten Wettbewerben tätig.
Des Weiteren war er bei zwei CISM-Militärweltmeisterschaften (2015 in Korea, 2019 in China) im Einsatz.
Barth bildete als Oberstleutnant der Reserve unter anderem in Tansania im Rahmen einer Kooperation zwischen der Bundeswehr und den Streitkräften Tansanias Basketballschiedsrichter aus. Im Sommer 2020 war er einer der Schiedsrichter des Bundesliga-Finalturniers. Im Rahmen dieses Turniers wurde die wegen der Covid19-Pandemie unterbrochene Saison 2019/20 zu Ende gespielt. Nach dem Bundesliga-Finalturnier musste er sich einer Operation am Knie unterziehen, die ihn in der darauf folgenden Saison 2020/21 erst im späten Saisonverlauf wieder einsteigen ließ.
Im Jahr 2022 kündigte die EuroLeague an, Barth nur noch dann einzusetzen, wenn er sich rasiert. Der mittlerweile für ein Rüstungsunternehmen beruflich tätige Barth weigerte sich jedoch, wodurch seine weitere Karriere in der Liga auf dem Spiel steht. Die Frankfurter Allgemeine Zeitung schrieb über dieses Thema als „Willkür im Basketball“.
Barth wurde zur Saison 2022/23 nicht zum Vorbereitungslehrgang der Euroleague eingeladen. Eine Begründung gab es von Seiten der Euroleague nicht.